# François Turrettini
Pour les articles homonymes, voir Turrettini.
François Turrettini (17 octobre 1623 – 28 septembre 1687), aussi parfois appelé François Turretin, Francis Turrettin ou encore François Turtin est un théologien calviniste orthodoxe genevois, surnommé le « Thomas d'Aquin du calvinisme ». Turretin est surtout connu pour son opposition résolue à la théologie de l'Académie de Saumur (incarnée par Moïse Amyraut), et comme un ardent défenseur de l'orthodoxie calviniste établie lors du Synode de Dordrecht (les canons de Dordrecht), co-auteur du Consensus helvétique, qui défendait la formulation de la prédestination issue du Synode de Dordrecht et l'inspiration littérale de la Bible.

## Biographie
François Turrettini était le petit-fils de Francesco Turrettini, qui avait quitté sa ville natale de Lucques en 1574 et s'était installé à Genève en 1592, et le fils de Bénédict Turrettini, lui aussi théologien calviniste. Né à Genève, le 17 octobre 1623, où il devait mourir le 28 septembre 1687, il étudie la théologie protestante à Genève (1640-1644), Leyde (1644), Utrecht, Paris (1645-1646), Saumur (1646-1648). À Paris, il étudie la philosophie auprès du professeur catholique Pierre Gassendi. De retour dans sa ville natale, il fut nommé pasteur de l’église italienne de 1648 à 1687, puis pasteur de la congrégation française de 1653 à 1687, et enfin professeur de théologie à l'Académie de Genève en 1653. Il est, avec son compatriote Bénédict Pictet, l’une des dernières figures de proue de la théologie réformée orthodoxe. Sous sa direction et grâce au poids de son influence personnelle, Genève demeura sa vie durant fidèle aux Canons de Dordrecht.
Il est le père de Jean-Alphonse Turrettini, qui devait beaucoup contribuer à démanteler la théologie de son propre père. La formule du Consensus helvétique sera dénoncée en 1706 par la compagnie des pasteurs de Genève et la théologie de Saumur deviendra dès lors prédominante à Genève.

## Œuvres
Son Institutio Theologiae Elencticae (3 tomes, Genève, 1679-1685) a été le point culminant de la théologie scholastique réformée orthodoxe. L'Institutio utilise la méthode scolastique pour débattre un certain nombre de questions controversées. Dans ce cadre, il a défendu le point de vue que la Bible est la Parole de Dieu verbalement. Il a également plaidé en faveur du lapsarianisme et de la théologie de l'alliance. L'Institutio a été largement utilisé comme manuel, y compris par les théologiens de Princeton au Séminaire Théologique de Princeton jusqu'à son remplacement par la Théologie Systématique de Charles Hodge  à la fin du XIXe siècle. Parmi ses autres controverses, les plus importantes sont De Satisfactione Christi disputationes (1666) et De necessaria secessione nostra ab Ecclesia Romana et impossibili cum ea syncretismo (publié en 1687). Il a écrit le Consensus Helvétique, une confession Réformée écrit contre la doctrine de Saumur, avec J. H. Heidegger en 1675.
François Turrettini a grandement influencé les Puritains, mais jusqu'à récemment, il est resté largement confiné aux annales de l'histoire de l'église, malgré un récent regain d'intérêt pour la traduction anglaise de son Institutio auprès des étudiants en théologie.

## Conception du libre-arbitre
Dans la ligne générale de la théologie calviniste, François Turrettini fait valoir qu'après la chute, les êtres humains n'ont pas perdu leur faculté de vouloir. "L'incapacité à faire le bien est fortement affirmée, mais l'essence de la liberté n'est pas détruit" (Institutio theologiae elencticae, 10.2.9). Ils ont encore la liberté, qui n'est pas incompatible avec certains types de nécessité. Turrettini distingue six types de nécessité (Institutio, 10.2.4-9): nécessité physique, nécessité de coercition, nécessité de la dépendance envers Dieu, nécessité rationnelle, nécessité morale, et nécessité de l'événement. Les deux premières sont des nécessités incompatibles avec la liberté, tandis que les quatre autres sont non seulement compatibles avec la liberté, mais encore la rendent plus parfaite. Pour Turrettini, la liberté ne résulte pas d'une indifférence de la volonté. Aucun être rationnel n'est indifférent au bien et au mal. La volonté d'un être humain n'est jamais indifférente, dans le sens de conserver un équilibre, que ce soit avant ou après la chute. Turrettini définit la liberté par la notion de spontanéité rationnelle (Institutio, 10.2.10-11).
Turrettini la doctrine de la liberté semble être similaire à celle de Duns Scot en ce que tous deux adhèrent à la logique aristotélicienne : la distinction entre la nécessité du conséquent (necessitas consequentis) et la nécessité de la conséquence (necessitas consequentiae) ; la distinction entre in sensu composito et in sensu diviso. La doctrine de la liberté de Turrettini n'utilise pas la notion de contingence synchronique de Duns Scot mais celle de logique modale d'Aristote. En outre, les idées de Duns Scot à propos de la nécessité et de l'indifférence diffèrent considérablement de celles de Turrettini. Turrettini développe la discussion sur la nécessité et l'associe à son argumentation à propos de la liberté de choix. Son rejet prudent de la notion d'indifférence dans la doctrine de la liberté crée un grand écart entre sa doctrine et celle de Duns Scot. L'enseignement de la contingence de Turrettini  met l'accent sur l'acte souverain de Dieu dans le processus de conversion, alors que le Scot de réserve de la théorie de la brouille. Turrettini n'est pas un disciple de Duns Scot, mais un théologien protestant dans une “tradition aristotélicienne générique.”

## Influence
L'influence de la théologie calviniste de tendance orthodoxe développée par François Turrettini trouvera un écho important dans la théologie de Princeton, théologie calviniste conservatrice développée à la faculté de théologie de Princeton au XIXe siècle. La théologie de Princeton est elle-même l'un des éléments constitutifs du mouvement évangélique.